# Macrocentrus
Macrocentrus (лат. , от др.-греч. μακρός κέντρον «длинное жало») — род паразитических наездников из семейства Braconidae.

## Описание
Встречаются всесветно. Крупнейший род подсемейства. В России около 35 видов. От других представителей подсемейства отличаются удлинёнными челюстными щупиками. Яйцеклад длиннее тела, а щупики — головы. Эктопаразиты гусениц бабочек. Второй вертлуг ног апикально с несколькими шипами. Некоторые виды имеют хозяйственное значение, так как паразитируют на насекомых-вредителях, например, Macrocentrus collaris — на подгрызающих совках. Вид Macrocentrus cingulum (длиной 4 мм) был интродуцирован в США из Франции и Кореи для борьбы с бабочкой Ostrinia nubilalis Проводились эксперименты по интродукции и использованию паразита Macrocentrus ancylivorus против бабочки восточной плодожорки (Grapholitha molesta Busck.), опасного и экономически значимого вредителя плодовых культур.